# It's Real (K-Ci & JoJo)
It's Real è il secondo album in studio del duo statunitense K-Ci & JoJo, pubblicato il 22 giugno 1999 dalla MCA Records.

## Tracce
1. Intro – 1:13
2. Fee Fie Foe Fum – 4:19
3. I Wanna Make Love to You – 3:56
4. I Wanna Get to Know You – 4:40
5. Hello Darlin' – 4:23
6. How Long Must I Cry – 3:49
7. Makin' Me Say Goodbye – 4:10
8. Tell Me It's Real – 4:38
9. Life – 3:33
10. Girl – 3:37
11. What Am I Gonna Do – 4:41
12. Here He Comes Again – 4:12
13. Momma's Song – 4:05

Tracce bonus
1. All My Life – 3:41

## Classifiche
| Classifica (1999) | Posizione massima |
| ----------------- | ----------------- |
| Australia         | 47                |
| Canada            | 19                |
| Nuova Zelanda     | 34                |
| Paesi Bassi       | 14                |
| Regno Unito       | 56                |
| Stati Uniti       | 8                 |